# Nicola Nocella
Nicola Nocella est un acteur italien né le 14 juin 1981 à Terlizzi, province de Bari.

## Filmographie partielle
- 2006 : Ma che ci faccio qui! de Francesco Amato
- 2008 : Un'estate al mare de Carlo Vanzina
- 2009 : Ma belle-famille en Italie (Maria, ihm schmeckt’s nicht!) de Neele Leana Vollmar
- 2010 : Il figlio più piccolo de Pupi Avati
- 2011 : Omero bello di nonna de Marco Chiarini
- 2013 : Studio illegale de Umberto Carteni
- 2015 : Il professor Cenerentolo de Leonardo Pieraccioni
- 2016 : Il camionista de Lucio Gaudino
- 2017 : Easy - Un viaggio facile facile de  Andrea Magnani

## Récompenses et distinctions
- 2010 : David di Donatello du meilleur acteur débutant.
- 2011 : David di Donatello  du meilleur acteur pour le court métrage Omero bello di nonna[1].
- 2018 : Nomination pour le David di Donatello du meilleur acteur
- 2017 : Locarno Festival (2017)[2],[3]
  - Meilleur acteur à Nicola Nocella.
- 2018 : Monte-Carlo Film Festival : Nicola Nocella « Meilleur acteur »